# Boenen (Adelsgeschlecht)

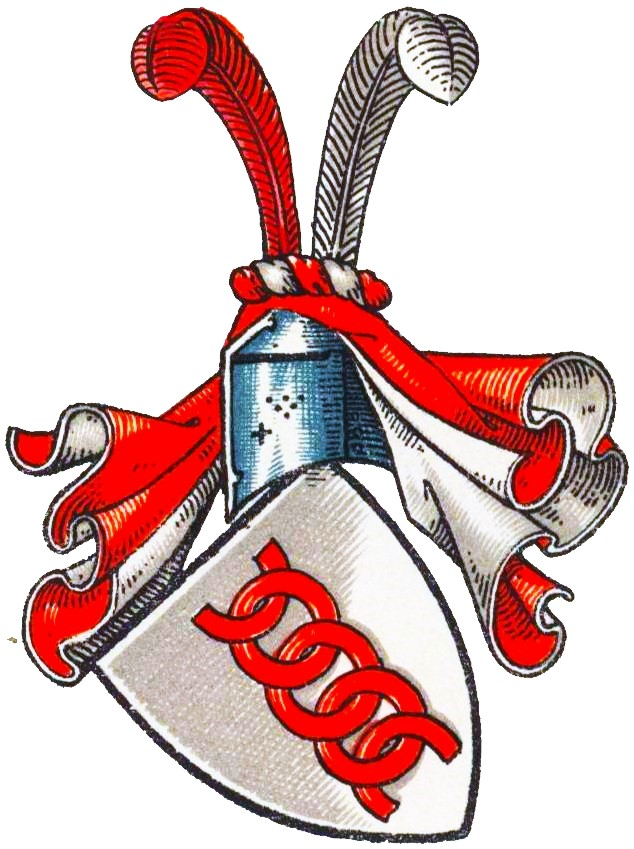
Wappen derer von Boenen im Wappenbuch des Westfälischen Adels

Die Herren von Boenen (auch: Bönen) waren ein westfälisches Adelsgeschlecht. In der zweiten Hälfte des 18. Jahrhunderts nahm das Geschlecht den Namen von und zu Westerholt und Gysenberg an (→ Westerholt-Gysenberg).

## Geschichte
Der namensgebende Stammsitz des Geschlechts war bereits 1194 ein Festes Haus in Bönen im heutigen Kreis Unna. Die Familie war ursprünglich ein Dynastengeschlecht, aus dem das ein identisches Wappen führende Rittergeschlecht Altena, die Bögge, Budberg, Bruhnenberg, Neuhoff gen. Northof, Oedendael und Schlippenbach hervorgingen.
Ludolf von Boenen war 1243 Mitglied des Burgmannkollegiums auf Burg Blankenstein. Ab 1521 war Haus Berge im Gelsenkirchener Stadtteil Buer Eigentum der Familie von Boenen. Weitere Güter der Familie waren: Alt-Metler im Kreis Unna, Haus Balken (Gelsenkirchen) (ab 1614), Beeck (Duisburg), Bermen (Essen) (1676, 1719), Bulckeradt (1719), Busche (1780), Kamen (1399, 1503), Haus Darl (1719), Dinkelburg (Ahaus) (1745), Gockinghoff (Bochum) (1747), Hamm (1412), Hartmannsgut in Castrop (1463), Hege (Recklinghausen) (1626, 1694), Hoven (Bochum) (1719), Haus Klostern (Kirchspiel Datteln) (1745), Lintrop, Lipperheide (Essen) (1719), Haus Löringhof (Kirchspiel Datteln) (1745), Marck (Hamm) (1243, 1328), Mönninckhoff bei Aldenzeele in der Twente (1745), Oberfelde (Hamm) (1480, 1626), Osterwyck (Hamm) (1296), Overhauss (ab 1615), Overkamp zu Vislaken (1396), Pöppinghausen (Castrop-Rauxel) (1550), Haus Stockum (Werne) (1817) und Haus Velmede (Hamm) (1425, 1500).
Ludolf Friedrich Adolf von Boenen (1747–1828) heiratete 1769 Wilhelmine Friderike Franziska Anna Freiin von und zu Westerholt und Gysenberg und nahm daraufhin deren Namen an. 1790 wurde er in den Reichsgrafenstand erhoben. Seine Tochter Maria Anna Wilhelmine war eine Geliebte Beethovens.
Ausführliche Stammfolgen zur Familie von Boenen finden sich bei Steinen.

## Wappen
Blasonierung: In Silber eine herabhängende rote Kette von fünf Gliedern, das obere und das untere oben bzw. unten offen. Auf dem rot-silber gewulsteten Helm ein rote und eine silberne Straußenfeder. Die Helmdecken sind rot-silber.
Die stammesgleichen Herren von Bögge führten ein sehr ähnliches Wappen und die Gemeinde Bönen nahm das Wappen der Herren von Boenen an:

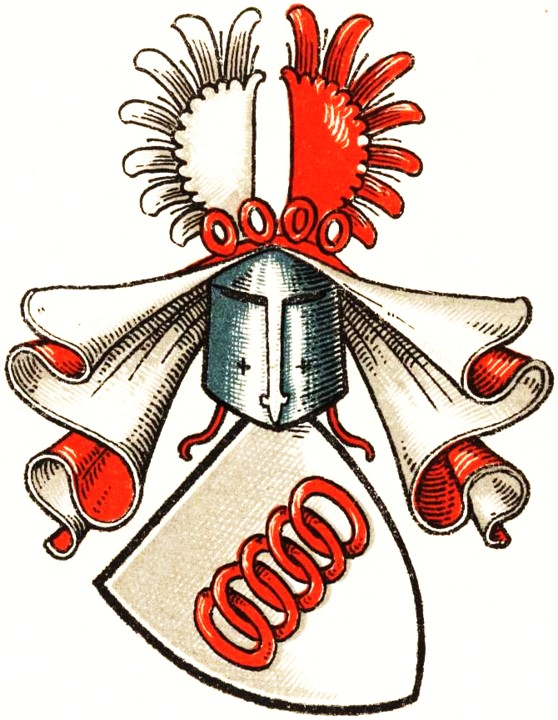
Wappen derer von Bögge
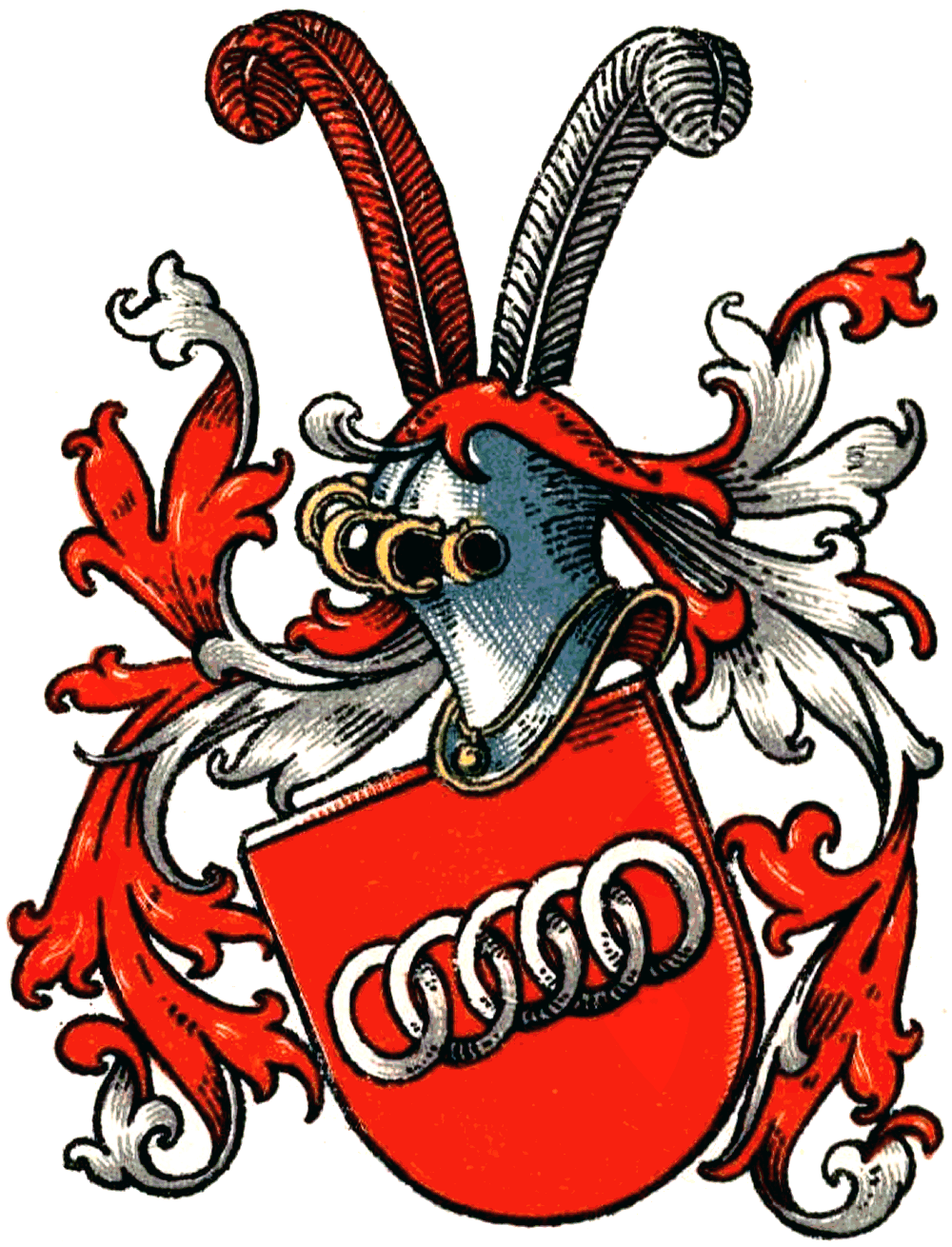
Wappen derer von Budberg bzw. Bönninghausen gen. Budberg
Wappen der Gemeinde Bönen

## Namensträger
- Burchard von Boenen († vor November 1444), römisch-katholischer Geistlicher und Domherr im St.-Paulus-Dom (Münster).
- Lübbert von Boenen, 1444 Richter im Amt Hamm
- Ludolf von Boenen, 1458 Kanoniker im Kloster Wedinghausen
- Ludolf von Boenen, Drost und Heerführer des Grafen Adolf I. von der Mark; soll 1226 den Grundstein der Burg Blankenstein an der Ruhr gelegt haben
- Georg von Boenen (um 1489–1563) zu Berge, Herr zu Oberfelde, Münsterischer Marschall, Drost zu Wetter